# دهستان پشتکوه رستم
دهستان پشتکوه رستم نام دهستانی در بخش سورنا شهرستان رستم، استان فارس در ایران است. براساس سرشماری مرکز آمار ایران در سال ۱۳۸۵، جمعیت آن ۹۱۰۶ نفر (۱۷۶۱ خانوار) بوده‌است.